# Jan Nieruchalski
Jan Nieruchalski (ur. 15 czerwca 1934, zm. 30 grudnia 2017) – polski działacz samorządowy i nauczyciel, w latach 1973–1975 prezydent Zielonej Góry.

## Życiorys
Ukończył magisterskie studia inżynierskie. Zawodowo pracował jako nauczyciel, od 1961 był dyrektorem Zasadniczej Szkoły Zawodowej w Zielonej Górze. Pełnił też funkcję dyrektora Centrum Kształcenia Ustawicznego i Praktycznego w Zielonej Górze. Od grudnia 1973 do 1975 pełnił funkcję prezydenta Zielonej Góry (pierwszego od 1950 po reaktywacji tej funkcji).
Był żonaty, miał dzieci, wnuki i prawnuki. 5 stycznia 2018 pochowany na cmentarzu komunalnym (starym) w Zielonej Górze.